# حالة الطوارئ في تونس
حالة الطوارئ في تونس تم إقرارها عدة مرات في تاريخ تونس المعاصر، خاصة في الفترة الموالية للثورة التونسية في 2011.

حالة الطوارئ جارية الآن في تونس منذ 24 نوفمبر 2015، ومن المقرر أن تنتهي في 6 مارس 2019.

## التاريخ
فرضت حالة الطوارئ عند أحداث الخميس الأسود وذلك بين 26 يناير 1978 و24 فبراير 1978.

قبل انتهاء أحداث الخبز بأيام، تم إقرار حالة الطوارئ وذلك بين 3 يناير 1984 و25 يناير 1984.

فرضت حالة الطوارئ في تونس في 14 يناير 2011 من قبل الرئيس زين العابدين بن علي ساعات قبل مغادرته البلاد أثناء الثورة التونسية.

تم تمديد حالة الطوارئ هذه لعدة مرات، وذلك حتى رفعها لأول مرة بعد الثورة من قبل الرئيس المنصف المرزوقي في 5 مارس 2014.

تم فرض حالة الطوارئ ثانية في 4 يوليو 2015 وذلك إثر هجوم سوسة المسلح، ورفعت في 2 أكتوبر 2015.

فرضت حالة الطوارئ مرة أخرى في 24 نوفمبر 2015 إثر تفجير تونس ضد الأمن الرئاسي، ومددت بعد هجوم بنقردان المسلح، ومنذها مددت عدة مرات، وهي جارية لليوم.

## القانون
يجيز القانون التونسي «إعلان حالة الطوارئ بكامل تراب الجمهورية أو ببعضه، إما في حالة خطر داهم ناتج عن نيل خطير من النظام العام وإما في (حال) حصول أحداث تكتسي بخطورتها صبغة كارثة عامة». ويعطي قانون الطوارئ وزير الداخلية التونسي، صلاحيات «وضع الأشخاص تحت الإقامة الجبرية، وتحجير الاجتماعات، وحظر التجول، وتفتيش المحلات ليلا ونهارا ومراقبة الصحافة والمنشورات والبث الإذاعي والعروض السينمائية والمسرحية، دون وجوب الحصول على إذن مسبق من القضاء». كما يعطي الوالي صلاحيات استثنائية واسعة مثل فرض حظر تجوال على الأشخاص والعربات ومنع الإضرابات العمالية.

## قائمة حالات الطوارئ
يوجد في الجدول التالي قائمة حالات الطوارئ في تونس:
| المدة                        | البداية        | النهاية                  | التمديد | السبب والوضع                                                   |
| ---------------------------- | -------------- | ------------------------ | --- | -------------------------------------------------------------- |
| 29 يومًا                      | 26 يناير 1978  | 24 فبراير 1978           | | الخميس الأسود                                                  |
| 22 يومًا                      | 3 يناير 1984   | 25 يناير 1984            | | أحداث الخبز                                                    |
| 3 سنواتٍ وشهرًا واحدًا و19 يومًا | 14 يناير 2011  | 5 مارس 2014              | 15 فبراير 2011 1 نوفمبر 2012 3 مارس 2013 3 يوليو 2013 3 نوفمبر 2013 | الثورة التونسية أحداث جبل الشعانبي الانتقال الديمقراطي في تونس |
| شهران و28 يومًا               | 4 يوليو 2015   | 2 أكتوبر 2015            | 31 يوليو 2015 | هجوم سوسة                                                      |
| 9 سنواتٍ و3 أشهرٍ و14 يومًا     | 24 نوفمبر 2015 | من المقرر في 6 مارس 2019 | 22 مارس 2016 20 يونيو 2016 20 يوليو 2016 17 سبتمبر 2016 18 أكتوبر 2016 19 يناير 2017 16 فبراير 2017 16 مايو 2017 15 يونيو 2017 13 أكتوبر 2017 12 نوفمبر 2017 10 فبراير 2018 12 مارس 2018 8 أكتوبر 2018 7 نوفمبر 2018 7 ديسمبر 2018 6 يناير 2019 5 فبراير 2019 | تفجير تونس هجوم بنقردان                                        |